# Asilaris jakli
Asilaris jakli är en skalbaggsart som beskrevs av Holzschuh 2006. Asilaris jakli ingår i släktet Asilaris och familjen långhorningar. Inga underarter finns listade.